# Längjums socken
För socknen som före 1574 fanns i Vedens härad, se Längjums socken, Vedens härad
Längjums socken i Västergötland ingick i Laske härad, ingår sedan 1971 i Vara kommun och motsvarar från 2016 Längjums distrikt.
Socknens areal var 23,81 kvadratkilometer varav 23,69 land. År 2020 fanns här 250 invånare. Sockenkyrkan Längjums kyrka ligger i socknen.

## Administrativ historik
Socknen har medeltida ursprung. Omkring 1800 införlivades Vässby socken varefter namnet till 1 januari 1886 var Längjum och Vässby socken (bytet beslutat 12 april 1889).
Vid kommunreformen 1862 övergick socknens ansvar för de kyrkliga frågorna till Längjums församling och för de borgerliga frågorna bildades Längjums landskommun. Landskommunen uppgick 1952 i Larvs landskommun som 1974 uppgick i Vara kommun. Församlingen uppgick 2002 i Larvs församling.
1 januari 2016 inrättades distriktet Längjum, med samma omfattning som församlingen hade 1999/2000.  
Socknen har tillhört län, fögderier, tingslag och domsagor enligt vad som beskrivs i artikeln Laske härad. De indelta soldaterna tillhörde Skaraborgs regemente, Vilska och Skånings kompanier.

## Geografi
Längjums socken ligger sydost om Vara med Lidan i nordost. Socknen är en uppodlad slättbygd på Varaslätten.

## Fornlämningar
Boplatser och lösfynd från stenåldern är funna. Från bronsåldern finns gravhögar en stor är kallad Grimshögen.

## Namnet
Namnet skrevs 1435 Langum och kommer från kyrkbyn. Namnet innehåller langer, 'lång' och hem, 'boplats; gård'.

## Befolkningsutveckling
Längjums socken och församling motsvarade fram till 2002 samma område och nuvarande distrikt bygger på samma gränser. Det går därför att följa befolkningsutvecklingen över tid för området i och med församlingens tidigare statistik och distriktets tillkomst. Det finns dock ingen befolkningsstatistik mellan 2002 och 2014 då församlingen uppgick i Larvs församling år 2002 och distrikten infördes först 2016.
| Befolkningsutvecklingen i Längjums socken 1810–2020 | Befolkningsutvecklingen i Längjums socken 1810–2020 | Befolkningsutvecklingen i Längjums socken 1810–2020 | Befolkningsutvecklingen i Längjums socken 1810–2020 | Befolkningsutvecklingen i Längjums socken 1810–2020 |
| --------------------------------------------------- | --------------------------------------------------- | --------------------------------------------------- | --------------------------------------------------- | --------------------------------------------------- |
|                                                     |                                                     |                                                     |                                                     |                                                     |
| År                                                  |                                                     |                                                     | Folkmängd                                           |                                                     |
| 1810                                                | 1810                                                |                                                     | 481                                                 |                                                     |
| 1820                                                | 1820                                                |                                                     | 480                                                 |                                                     |
| 1830                                                | 1830                                                |                                                     | 588                                                 |                                                     |
| 1840                                                | 1840                                                |                                                     | 652                                                 |                                                     |
| 1850                                                | 1850                                                |                                                     | 766                                                 |                                                     |
| 1860                                                | 1860                                                |                                                     | 867                                                 |                                                     |
| 1870                                                | 1870                                                |                                                     | 995                                                 |                                                     |
| 1880                                                | 1880                                                |                                                     | 1 135                                               |                                                     |
| 1890                                                | 1890                                                |                                                     | 925                                                 |                                                     |
| 1900                                                | 1900                                                |                                                     | 879                                                 |                                                     |
| 1910                                                | 1910                                                |                                                     | 788                                                 |                                                     |
| 1920                                                | 1920                                                |                                                     | 765                                                 |                                                     |
| 1930                                                | 1930                                                |                                                     | 700                                                 |                                                     |
| 1940                                                | 1940                                                |                                                     | 659                                                 |                                                     |
| 1950                                                | 1950                                                |                                                     | 617                                                 |                                                     |
| 1960                                                | 1960                                                |                                                     | 540                                                 |                                                     |
| 1970                                                | 1970                                                |                                                     | 416                                                 |                                                     |
| 1980                                                | 1980                                                |                                                     | 340                                                 |                                                     |
| 1990                                                | 1990                                                |                                                     | 319                                                 |                                                     |
| 2000                                                | 2000                                                |                                                     | 313                                                 |                                                     |
| 2015                                                | 2015                                                |                                                     | 255                                                 |                                                     |
| 2020                                                | 2020                                                |                                                     | 250                                                 |                                                     |
|                                                     |                                                     |                                                     |                                                     |                                                     |